# Déjà vu
|  | Per a altres significats, vegeu «Déjà vu (desambiguació)». |

Déjà vu és una expressió en francès que significa «ja vist»; i descriu l'experiència de sentir, davant d'una situació nova, que se n'ha estat testimoni o s'ha experimentat prèviament. Sol anar acompanyada d'una convincent sensació de familiaritat i també d'«esglaiament» o «estranyesa». La persona afectada sol atribuir-la a un somni, encara que en alguns casos hom té la ferma sensació que l'experiència «va ocórrer realment». Aquest concepte va ser encunyat per l'investigador psíquic francès Émile Boirac (1851-1917).

## Explicació científica
Generalment s'explica la sensació de déjà vu com una disfunció cerebral molt estesa (més del 70% de la gent diu que l'ha experimentat), perquè el cervell processa la informació entre els sistemes neurològics responsables de la memòria a llarg termini en comptes dels responsables de la memòria a curt termini.
S'han creat moltes ficcions sobre aquest tema, com la pel·lícula Déjà Vu de Tony Scott (2006) o una cançó de Beyoncé anomenada també Déjà Vu.

## Fenòmens relacionats

### Jamais vu
Jamais vu (‘mai vist’) és no recordar explícitament d'haver vist quelcom abans. La persona sap que el fet ha tingut lloc, però l'experiència li és estranya.

### Presque vu
Presque vu (‘quasi vist’) és la sensació d'estar a punt de recordar quelcom i de no arribar-hi. Aquest és el sentiment de tenir-ho «a cap de la llengua».

### L'esprit de l'escalier
L'esprit de l'escalier és la sensació que tenim quan ens ve al cap, massa tard, l'acció que hauríem d'haver emprès.